# 口白
口白就中國傳統戲曲而言，是指人物內心獨白或兩者對話。該對話雖無唱腔表現，且接近日常語言，不過仍比口語誇張。與口白相似，卻不太盡相同的尚有念白，兩者之間差異與界線均在於言語表現上。一般來說，口白比念白較為口語化，也並沒有明顯的和節奏變化，字音也不若念白的拖長喔字。簡單來講是：説話般，句式自由，沒有押韻。